# Как любить ребёнка
«Как люби́ть ребёнка» (пол. Jak kochać dziecko) — цикл произведений польского педагога Януша Корчака.

## Содержание
Книга состоит из четырёх частей:
- Ребёнок в семье
- Интернат
- Летние колонии
- Дом сирот

В книге описываются мысли польского педагога Януша Корчака о воспитании детей. В ней рассматриваются вопросы жизни ребёнка с момента его рождения до совершеннолетия — его психологии, жизненных этапов, общения с родителями и сверстниками, прав и обязанностей. Даются практические советы для родителей и педагогов.

## История
Януш Корчак (настоящее имя Генрих Гольдшмит) родился в Варшаве, в то время столице Царства Польского в составе Российской империи. С началом Первой мировой войны он был призван в Русскую императорскую армию. К 1916 году он оказался в Киеве, где работал с детскими приютами.
Уже во время войны Корчак начал писать книгу, посвящённую воспитанию детей. В 1920 году он вернулся в получившую независимость Польшу и полностью посвятил себя написанию книги. К 1920-му году он её окончил и впервые опубликовал на польском языке под названием «Как любить детей» (пол. Jak kohać dzieci), позднейшие издания выходили под названием «Как любить ребёнка». В 1922 году одна из четырёх частей книги «Интернат» была переведена на русский язык и опубликована с предисловием Надежды Константиновны Крупской.